# Dubois (Automobilhersteller)
Marcel Dubois war ein französischer Hersteller von Automobilen.

## Unternehmensgeschichte
Marcel Dubois gründete 1953 das Unternehmen, das seinen Namen trug, zur Produktion von Automobilen. Der Markenname lautete MD. 1954 endete die Produktion. Insgesamt entstanden sieben Fahrzeuge. Ein Fahrzeug existiert noch.

## Fahrzeuge
Das Unternehmen stellte Sportwagen her. Die Basis bildete ein Rohrrahmen. Die Karosserie stammte von Pietro Frua. Für den Antrieb sorgte ein aufgeladener Vierzylindermotor vom Peugeot 203.